# Malvina Cavallazzi
Malvina Cavallazzi (Ravenna, 1852 – Ravenna, 23 ottobre 1924) è stata una ballerina italiana, attiva come danzatrice e insegnante in Inghilterra e negli Stati Uniti.
Nel 1883 è stata la prima ballerina del Metropolitan Opera Ballet, appena inaugurata, e dal 1909 al 1913 è stata il primo direttore della Metropolitan Opera Ballet School di New York.

## Biografia
Marina Cavallazzi nacque a Ravenna nel 1852. Già a sette anni si esibì al Teatro Dante Alighieri, il principale teatro della sua città. Si formò professionalmente alla scuola di danza del Teatro alla Scala di Milano.

### Carriera
Debuttò alla Scala nel 1875 come protagonista della Manon Lescaut di Giovanni Casati. In uno spettacolo a Cremona sfuggì miracolosamente ad un incidente, dopo che il suo costume di scena prese fuoco a causa di un fiammifero acceso gettato incautamente da un macchinista.
Nel 1879 si esibì a Londra all'Her Majesty's Theatre, dove ballò in diverse stagioni liriche realizzate dall'impresario operistico Charles Mapleson, che divenne suo marito. Nel 1883 la sua fama la portò in tournée al Metropolitan Opera House di New York, appena fondato, dove ebbe il ruolo di prima ballerina.. Nella Grande Mela conobbe e sposò l'impresario teatrale britannico Charles Mapleson (morto nel 1893), che aveva tra i suoi cantanti la famosa Adelina Patti. Malvina partecipò alle tournée organizzate dal marito e, durante gli intervalli tra un atto e l’altro, si esibì in alcuni assoli dove mette in mostra le sue straordinarie qualità di danzatrice.
Dal 1887 al 1889 fece parte della compagnia dell'Empire Theatre di Londra, interpretando quei ruoli drammatici ed espressivi che la renderanno famosa. Nel 1889 danzò per l'ultima volta con il costume da ballerina nel balletto Diana. In seguito, infatti, sarebbe divenuta nota come interprete di ruoli maschili nelle esibizioni en travesti, tra cui Orfeo nel 1891, Antonio in Cleopatra nel 1891, al Manchester Palace, un ruolo di mimo maschile in La Frolique all'Empire Theatre nel 1894, e Edmond Dantés in Montecristo all'Empire Theatre nel 1896.
Nel 1899 lasciò le scene per dedicarsi all'insegnamento nella sua scuola londinese. Tra i suoi studenti vi furono Eva Swain, Phyllis Bedells, Marjorie Bentley e Winifred Hart-Dyke. «Quando insegno a ballare è alla mente, non alle gambe, che do la mia attenzione», affermò nel 1913. «Se la mente è pronta a cogliere un suggerimento, i piedi seguiranno abbastanza velocemente».
Nel 1909 Giulio Gatti-Casazza, direttore generale del Metropolitan Opera, che era stato anche direttore della Scala, portò Cavallazzi a New York per avviare e dirigere una scuola di ballo, la Metropolitan Opera Ballet School, dove nel 1913 giunse a insegnare anche Luigi Albertieri.
Lasciò l'insegnamento nel 1914. Rimasta vedova e senza figli, ritornò in Italia. Seguendo la sua vocazione, aprì una scuola di ballo nella sua città ed a Faenza. Morì a Ravenna nel 1924.
 
Nella sua città natale (frazione Porto Fuori) c'è una via intitolata a suo nome.

## Balletti
Nel periodo londinese, tra i balletti che la videro protagonista si ricordano in particolare:
- Cleopatra per la coreografia di K. Lanner (20 maggio 1889)
- A Dream of Wealth su musica di L. Wenzel, con la partecipazione di Emma Palladino e Luigi Albertieri (23 dicembre 1889)
- Cécile (20 maggio 1890)
- Dolly (22 dicembre 1890)
- Orfeo (25 maggio 1891)
- Nisita (24 dic. 1891)
- Round the Town (26 sett. 1892)
- Katrina, con la coreografia di K. Lanner (20 gennaio 1893)
- The Girl I Left Behind Me (27 settembre 1893)
- On Brighton Pier, su musica di E. Ford (10 ott. 1894)
- Faust (6 maggio 1895)
- Montecristo, per la coreografia di K. Lanner (26 ott. 1896)